# Ponte del Québec
Il Ponte del Québec (in francese Pont de Québec) è un ponte che attraversa il fiume San Lorenzo collegando le due città di Québec e Lévis. Inaugurato nel 1919 era il più lungo ponte del mondo, ma resta ancora oggi il più lungo ponte a sbalzo per campata. È il ponte simbolo del Canada, come il Tower Bridge per Londra o il Ponte di Brooklyn per New York.

## Storia

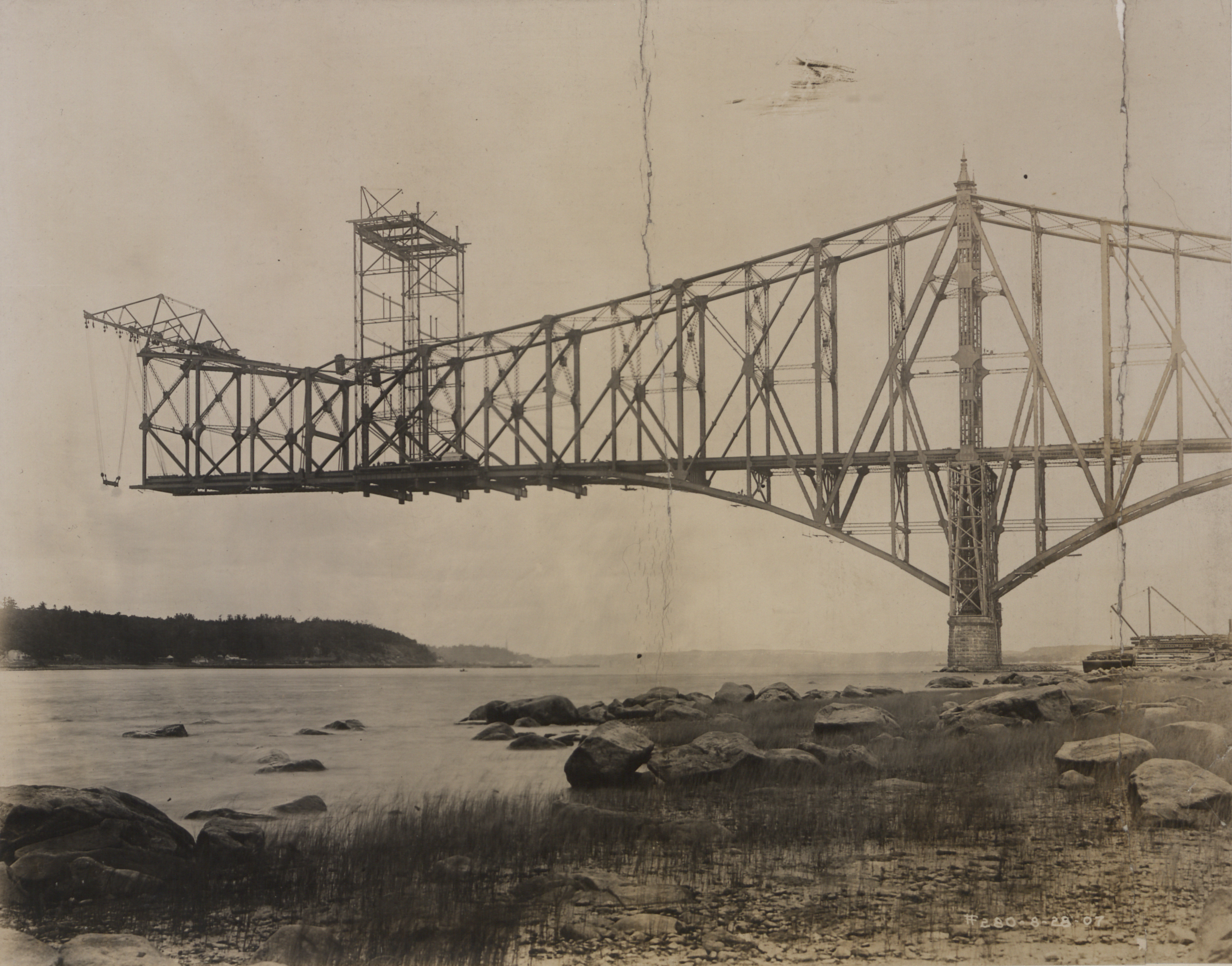
Costruzione del "primo ponte"

Gli interessi per la costruzione del ponte iniziarono già nel 1850, quando l'unica via per attraversare il fiume era il traghetto, che però diventava inutilizzabile durante l'inverno a causa del congelamento delle acque. Per il progetto del ponte si dovette attendere fino al 1887, con la fondazione del "Comitato Ponte di Quebec". A quel punto il Parlamento canadese approvò una legge che consentiva la formazione della "Quebec Bridge Company", con un capitale di un milione di dollari, anche se si dovettero attendere ulteriori 11 anni perché si stanziasse il finanziamento per l'inizio dei lavori.

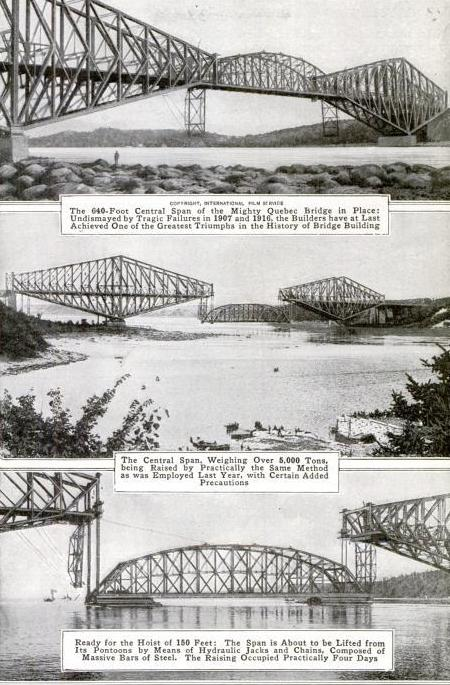
Sollevamento della capriata centrale

La costruzione del ponte iniziò nel 1903, con Theodore Cooper come consulente tecnico responsabile dei lavori e Peter L. Szlapka come ingegnere capo di progettazione. La costruzione procedette bene fino all'estate 1907, quando gli operai notarono che le travi non erano più in asse tra loro. Si ordinò di sospendere i lavori, ma la commissione tecnica arrivò troppo tardi per la verifica statica della struttura. Infatti nel pomeriggio del 29 agosto 1907 ci fu la tragedia del crollo del ponte, con 75 morti degli 86 operai presenti. Il giorno dopo venne nominata una Commissione Reale d’inchiesta sul disastro avvenuto e il 20 febbraio 1908 i commissari presentarono la loro relazione attribuendo le responsabilità a Theodore Cooper e a Peter L. Szlapka, avendo il disastro cause nei difetti di progettazione e in errori di gestione.

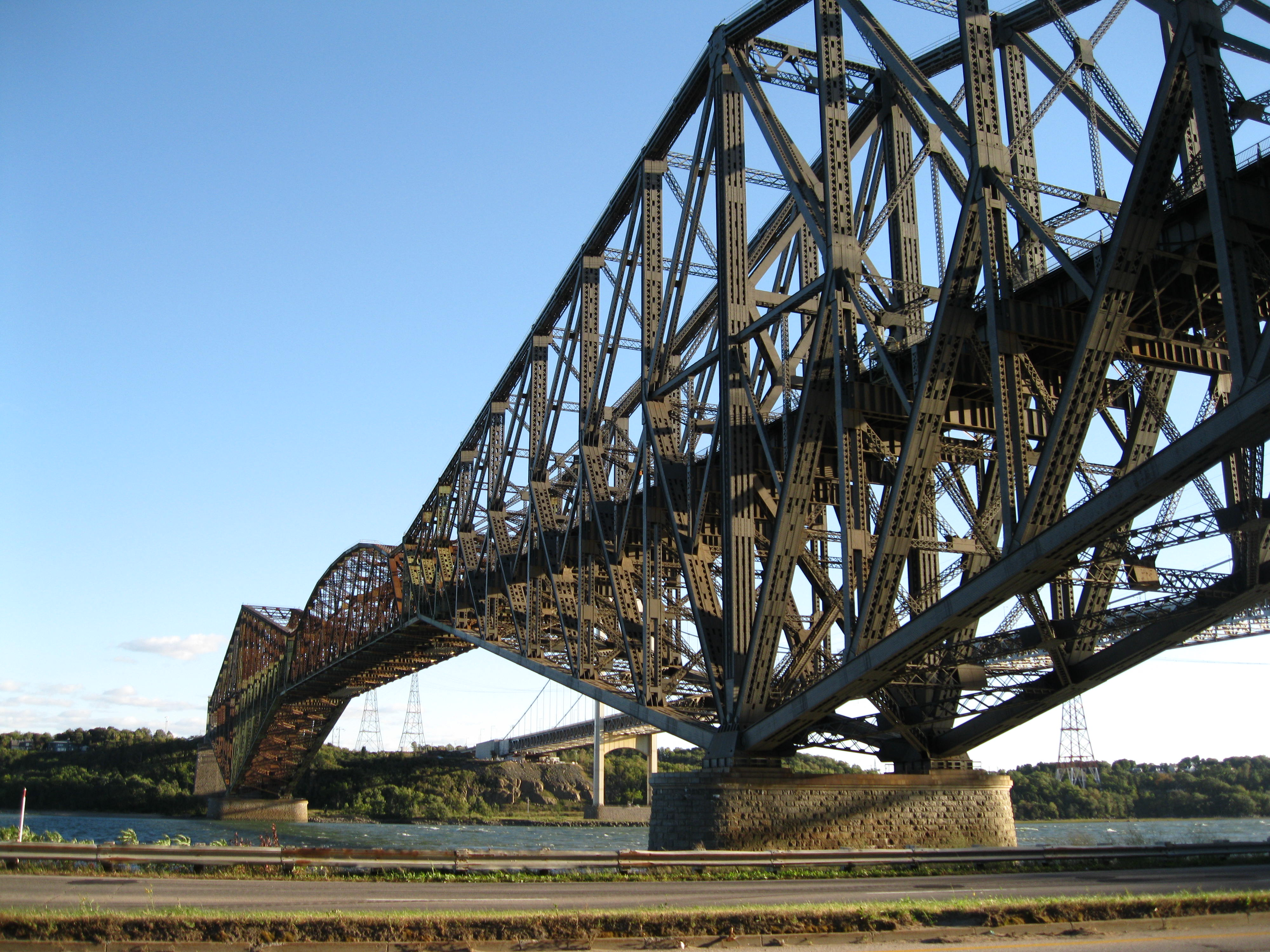
Il ponte visto dalla riva del fiume

Nella progettazione del "primo ponte" non c'erano stati degli adeguati calcoli preliminari e la struttura aveva dei bracci a sbalzo troppo corti e arrotondati. Così il Governo prese il controllo dell'opera e creò una commissione di ingegneri per la progettazione, con a capo Ralph Modjesky, progettista del Forth Bridge, il ponte più lungo di allora. Inizialmente si pensò di recuperare parte dell'acciaio e riutilizzare i piloni già costruiti, ma si optò successivamente per una riprogettazione totale del ponte. La significativa profondità del fiume portò a costruire un'unica lunga campata, con i pilastri posti verso le sponde del fiume in zone meno profonde. Il nuovo ponte venne strutturato con le travi disposte a "K" e composto da una lega di acciaio al nichel, capace di sopportare sollecitazioni pari a 40 volte quelle dell'acciaio al carbonio, raggiungendo un peso totale due volte e mezzo il "primo ponte". La capriata centrale venne comunque assemblata a riva, per poi essere sollevata nel fiume tra le due sezioni a sbalzo. L'11 settembre 1916, però, questo metodo non funzionò e la capriata crollò nel fiume, dov'è tuttora inabissata, uccidendo 13 operai. Nonostante ciò i lavori ripresero presto senza modifiche al progetto e questa volta si riuscì ad assemblare al ponte la capriata, pesante circa 5000 t, terminando la costruzione il 20 settembre 1917. Al termine della costruzione era il ponte più lungo del mondo per campata (lunga 549 m) e detiene ancora tale record tra i ponti a sbalzo esistenti. L'inaugurazione venne fatta solo due anni dopo, il 22 agosto 1919. Inizialmente era ad uso ferroviario con due coppie di binari e passaggi pedonali, per poi aggiungervi al centro una strada nel 1929 e successivamente passare ad uso autostradale con due corsie

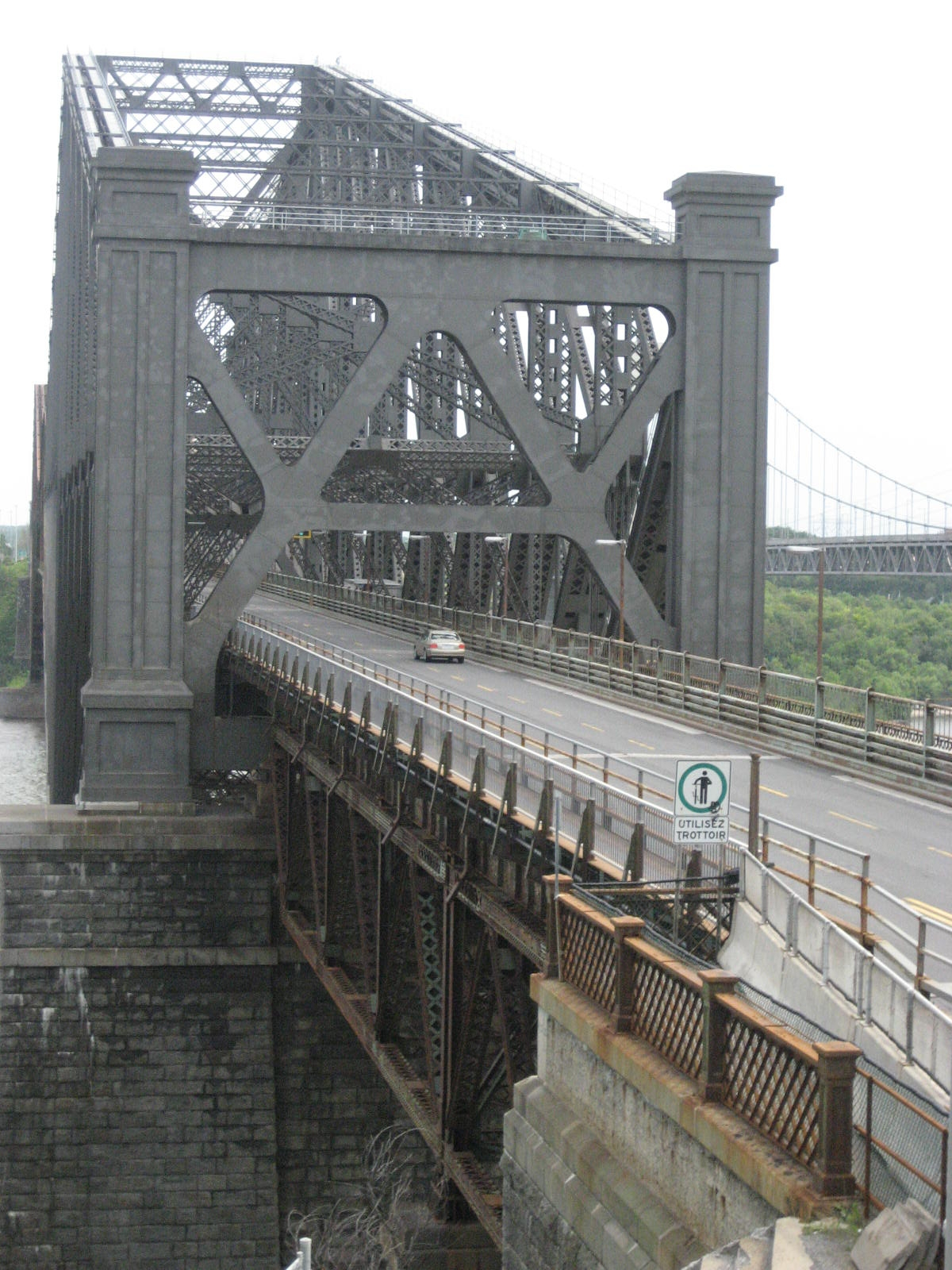
Ingresso al ponte